# Vallée de la Pez
La vallée de la Pez  est une haute vallée glaciaire de la chaîne de montagnes des Pyrénées, au-dessus de la ville de Loudenvielle dans le Louron, dans le département français des Hautes-Pyrénées en Occitanie.

## Toponymie
Le toponyme Pez pourrait provenir du mot « poix » en espagnol et en aragonais (pega, pègue en gascon), produit recherché au point que sa désignation a prévalu pour nommer les sapinières d'où on l'extrayait.

## Géographie

### Situation
Orientée sud-ouest–nord-est, la vallée s'étend sur environ 4,5 km de longueur avec une largeur entre 3,5 km et 2,5 km.
La vallée de la Pez est une vallée coincée entre la vallée du Rioumajou à l’ouest, la vallée de la Neste du Louron au nord, le vallon d'Aygues Tortes à l’est et la vallée de Chistau en Aragon au sud.
Elle est comprise entièrement dans la commune de Génos.
La vallée est dans le massif de Batchimale et la partie sud de la vallée est située sur la frontière franco-espagnole.

### Topographie
La vallée de la Pez est surplombée au sud par des sommets avoisinant les 3 000 mètres :
- au sud : le pic de Guerreys (2 975 m), le pic de l'Abeillé (3 029 m) et le port de la Pez (2 451 m) permettant le passage vers l'Espagne ;
- à l'est : le pic des Bacherets (2 878 m), le pic de la Hourque (2 719 m), le pic du Midi de Génos (2 445 m), la crête d’Aubagnes ;
- à l'ouest : le pic de Tour (2 960 m), pic de Lustou (3 023 m), le pic d'Arrouyette ou Pic d'Estos (2 803 m).

Au nord, elle débouche sur la vallée de la Neste du Louron.

### Hydrographie
La Neste de la Pez, qui est un affluent gauche de la Neste du Louron et qui le rejoint au niveau du pont de Prat à la centrale hydro-électrique de Tramezaygues, coule au centre de la vallée.
Le ruisseau d’Estiouère, issu du pic de Lustou et situé en partie haute (sud-ouest) de la vallée, est un affluent gauche la Neste de la Pez.

## Histoire
Le chemin qui traverse la vallée et qui mène au port de la Pez est un point de franchissement des Pyrénées centrales fréquenté par les hommes pour traverser à pied, ou à dos de mulet, la frontière franco-espagnole.
La vallée est inhabitée, les seules structures présentes sont des granges (cabanes Jean Forgues).

## Protection environnementale
La vallée fait partie d'une zone naturelle protégée, classée ZNIEFF de type 2 : vallée du Louron.

## Voies de communication et transports
On accède à la vallée de la Pez par la route au sud de Loudenvielle, la route départementale 725, au départ du pont de Prat à la centrale hydro-électrique de Tramezaygues.